# Видукинд
Видукинд Корвейски e германски историк и хронист.

## Биография
Роден е около 925 година, произлизащ от саксонските феодали. Получава класическо образование и става бенедиктински монах от Корвейският манастир във Вестфалия.
Автор е на хрониката „Деяния на саксите“ (Res gestae saxonicarum) в 3 книги, в която се стреми да прослави подвизите на саксите и техните крале, излагайки въз основа на древни саги, песни, предания, антични и средновековни източници и собствената си осведоменост, историята на саксите и кралете от Саксонската династия (Хайнрих I и Ото I). Събитията описани в „Деянията на саксите“ обхващат период до 967 г. и са дадени сведения за историята на саксоно-славянските отношения. Съчинението си е създал по молба на дъщерята на Ото I, абатиса Матилда. Този документ по-късно е използван от източнофранкския епископ и хронист Титмар фон Мерзебург за написването на неговата „Хроника на Титмар“.
Умира около 980 година в Абатство Корвей.